# Francesc Vidal y Jevellí
Francesc Vidal y Jevellí (1848-1914), ebanista y decorador modernista formado en la École des Beaux-Arts de París.

## Biografía
Materializó las reflexiones teóricas propagadas por La Renaixença, en cuanto a la recuperación de los viejos oficios y a la integración del arte a la industria y en la decoración, en los talleres de Vidal, desde los años setenta, trabajaron conjuntamente artesanos procedentes de los más diversos oficios de las artes industriales, para poder dar a los muebles todos los complementos necesarios.
Así, su obrador, situado desde 1883 en un edificio de José Vilaseca en la calle Diputación 326, además de la sección de ebanistería, contaba con las de metalistería, fundición, vidriería, planos y proyectos, con encargos realizados por especialistas como Lluís Masriera, Antoni Rigalt i Blanch o Gaspar Homar. De esta manera, se adelanta a las Arts and Crafts, y es posible considerarlo como el antecedente del taller del Castillo de los Tres Dragones, ya que se da el hecho de que muchos de los integrantes de este grupo anteriormente habían trabajado con Vidal. Vidal fue uno de los impulsores del Esteticismo en Cataluña, conjuntamente con José Vilaseca o Apeles Mestres, trabajo para las principales familias de la burguesía país, como los López y los Güell y proveyó la casa real y las instituciones oficiales. Destacan los muebles diseñados por Gaudí para el Palacio Güell.
Ejerció influencia en la sociedad de su tiempo, y practicó el mecenazgo con jóvenes de talento, como Pau Casals, Isaac Albéniz y Carles Vidiella. Simón Gómez, le realizó quizá el mejor de los retratos en la pintura catalana de su tiempo, cuadro que actualmente se puede ver en el Museo Nacional de Arte de Cataluña.